# Tania Valencia
Tania Valencia Cuero (Cali, Valle del Cauca, Colombia, 7 de abril de 1990) es una actriz, modelo y ex reina de belleza colombiana. Fue ganadora de Top Model of the World 2014, en representación de Colombia, antes tercera princesa del Concurso Nacional de Belleza de Colombia 2013, ganado por la representante de Atlántico, Paulina Vega.

## Biografía
Nació en Cali, el 7 de abril de 1990. Es hija de Arnulfo Valencia y de María Angélica Cuero, tiene cuatro hermanos. Estudia música tradicional y sonidos populares en el Instituto Popular de Cultura. Y en la Universidad del Valle, cursando cuarto semestre de música, con especialización en piano. Domina el inglés y el español. Tiene una hermana gemela llamada Cavilla Valencia Cuero.

## Carrera

### Señorita Colombia 2013-2014
Participó en representación del departamento de Valle del Cauca en el Concurso Nacional de Belleza de Colombia 2013, celebrado en Cartagena de Indias, donde fue coronada como tercera princesa (cuarta finalista) la noche del 11 de noviembre de 2013, tras obtener las calificaciones, 9.7 en desfile en traje de gala y 9.5 en desfile de traje de baño. Ganó dos actividades previas a la elección de la ganadora, Mejor traje artesanal por votación del público y Figura Bodytech que escoge a la candidata con el mejor rendimiento físico. Al final de la gala, la ganadora fue la representante del departamento de Atlántico, Paulina Vega Dieppa, La virreina fue la representante del departamento de San Andrés, Providencia y Santa Catalina, Zuleika Suárez, la primera princesa fue la representante de Señorita Risaralda, Alejandra López, la segunda princesa la representante de Señorita Antioquia, Carolina Crovo y por último como tercera princesa escogida Valencia.

### Top Model of the World 2014
Como parte de su agenda, las cinco finalistas compiten en un certamen de belleza internacional, la primera en competir fue Alejandra López, primera princesa en Reina Hispanoamericana 2013, donde resultó ganadora. Seguida de su participación en Top Model of the World 2014, realizado el 11 de abril de 2014 en el Mar Rojo, Egipto, donde reemplazó a Elida Castro, quien participó en la versión de 2013 y figuró entre las quince semifinalistas. Al final de la velada, resultó elegida, llevándose la segunda corona para Colombia, luego de que Nina Rodríguez ganara en 2009.
Debutó en la serie del canal colombiano Caracol, Cuando vivas conmigo interpretando a Isabel.

## Filmografía

### Televisión
| Año       | Título                           | Personaje                           | Canal              |
| --------- | -------------------------------- | ----------------------------------- | ------------------ |
| 2024      | Klass 95                         | Xinia Restrepo                      | Caracol Televisión |
| 2024      | La casa de los famosos Colombia  | Ella misma                          | Canal RCN          |
| 2023      | Survivor: La isla de los famosos | Ella misma                          | Canal RCN          |
| 2022      | Pasión de gavilanes              | Bailarina del bar de Rosario Montes | Telemundo          |
| 2019-2020 | Tu voz estéreo                   | Zoe Luna                            | Caracol Televisión |
| 2019      | El Barón                         | Judy Caicedo                        | Telemundo          |

### Cine
| Año  | Título                  | Personaje |
| ---- | ----------------------- | --------- |
| 2023 | Perder es ganar un poco |           |
| 2017 | Loving Pablo            | Chantal   |